# Іванісеня Дмитро Олександрович
Дмитро́ Олекса́ндрович Іванісе́ня (нар. 11 лютого 1994, Кривий Ріг, Дніпропетровська область, Україна) — російський футболіст українського походження, опорний півзахисник російського клубу «Крила Рад» (Самара). У 2019 році зіграв 1 матч за національну збірну України. 

## Клубна кар'єра
Дмитро Іванісеня народився 11 січня 1994 року у Кривому Розі. У ДЮФЛУ захищав кольори криворізького «Кривбаса», запорізького «Металурга» та донецького «Шахтаря».
На професіональному рівні розпочав свої виступи у складі донецьких «гірників», але за головну команду так і не зіграв жодного поєдинку. Натомість із 2011 по 2013 рік захищав кольори третьої команди «Шахтаря», у складі якої у Другій лізі зіграв 58 матчів та відзначився 9-ма голами. Із 2013 по 2015 рік виступав у складі «Шахтаря», за цей час у першості дублерів зіграв 44 матчі та забив 8 м'ячів.
У липні 2015 року на правах оренди перейшов до складу представника Першої ліги чемпіонату України, маріупольського «Іллічівця». Після завершення контракту з донецькою командою в 2016 році залишився в «Іллічівці» та підписав із клубом повноцінний контракт. Проте після цього втратив своє місце в основі. Якщо в сезоні 2015/16, перебуваючи в Маріуполі на правах оренди, у чемпіонаті зіграв 10 матчів, а також провів 1 поєдинок у Кубку України, то з 2016 року в складі головної команди приазовців зіграв лише 2 матчі в Першій лізі. Натомість у складі фарм-клубу головної команди «Іллічівця», який виступав у Другій лізі, провів 8 матчів. У 2019—2021 роках виступав за «Зорю». За луганський клуб провів 50 матчів, у яких забив 6 голів.
У 2021 році перейшов у російський клуб «Крила Рад». Після початку повномасштабного російського вторгнення в Україну не залишив Росію. 29 червня 2022 року вперше після початку повномасштабної війни вийшов у складі «Крил Рад», зігравши в товариській грі з «Рубіном».
У червні 2024 року Дмитро Іванісеня набув російське громадянство.

## Кар'єра у збірній
На молодіжному рівні виступав за юнацькі збірні України. 2010 року зіграв 7 матчів у футболці збірної Україна U-16, а 2015 року провів 2 поєдинки у футболці молодіжної збірної України. 14 листопада 2019 року дебютував за національну збірну України в товариському матчі проти Естонії.